# رشته‌کوه مونی
رشته‌کوه مونی (روسی: Муннийский Хребет) یک رشته‌کوه در یاقوتستان کشور روسیه است.